# Хизриев, Надирбег Халидович
Надирбег (Надирбек) Халидович Хизриев (9 июня 1990) — российский борец вольного стиля, чемпион мира среди студентов, обладатель Кубка России. Мастер спорта России международного класса. Тренер.

## Спортивная карьера
Выступает за Красноярский край. Является воспитанником красноярской академии Дмитрия Миндиашвили. Занимался под руководством Анатолия Мануйлова и Виктора Алексеева. 2 апреля 2010 ему было присвоено звание мастер спорта России. В сентябре 2015 года Кемерово на международном турнире «Шахтёрская слава» завоевал серебряную медаль, уступив в финале Исраилу Касумову. В декабре 2015 года на Кубке России во Владикавказе занял 4 место, но был признан лучшим борцов весовой категории до 70 кг. В феврале 2016 года неудачно выступил на  международном турнире памяти Ивана Поддубного в Тюмени. В середине марта 2016 года стал бронзовым медалистом Международный турнир на призы Главы Бурятии, который прошёл в Улан-Удэ. В сентябре 2016 года в Кемерово во второй раз подряд стал серебряным призёром турнира «Шахтёрская слава», на сей раз в финале он проиграл Магомедмураду Гаджиеву из Польши. В середине ноября 2016 года в Подмосковном Раменском стал обладателем Кубка России. В конце октября 2016 года в турецком городе Чорум, одолев в финале Василия Михайлова из Украины, он стал чемпионом мира среди студентов, после чего его торжественно встретили в аэропорту Махачкалы представители министерства по физической культуре и спорту республики Дагестан, администрации Тляратинского района, родственники и друзья. В марте 2017 года в Улан-Удэ завоевал бронзовую медаль Международного турнира на призы Главы Бурятии. В октябре 2017 года в Якутске в финале Гран-При Дмитрия Коркина уступил Никите Сучкову, однако в октябре 2019 года взял реванш. В конце июля 2019 года в Орехово-Зуево стал обладателем серебряной медали Кубка России. 27 мая 2020 года было присвоено звание мастер спорта России международного класса. После окончания спортивной карьеры работает тренером-преподавателем в красноярской СШОР имени Бувайсара Сайтиева.

## Известные воспитанники
- Руслан Жендаев — призёр чемпионата России[19].

## Личная жизнь
Родом из Тляратинского района Дагестана. Супругу зовут Анастасия, сына — Мухаммад. Является выпускником торгово-экономического института Сибирского федерального университета

## Достижения
- Чемпионат мира среди студентов 2016 — ;
- Кубок России по вольной борьбе 2016 — ;
- Кубок России по вольной борьбе 2019 — ;